# آزمایش کور
آزمایش کور (نابینا) یا آزمایش چشمی یک آزمایش علمی است که افراد شرکت‌کننده در آن از داشتن اطلاعاتی که منجر شود به صورت خودآگاه یا ناخودآگاه به سمتی متمایل شوند، منع می‌شوند. به‌طور مثال وقتی از مصرف‌کننده پرسیده شود که طعم و مزه محصولات مختلف را با هم مقایسه کند، نام سازنده محصول باید پوشانده شود. در غیر اینصورت معمولاً مصرف‌کننده به سمت محصولی که از قبل نسبت به آن شناخت دارد متمایل می‌شود. به همین شکل وقتی قدرت تأثیر یک دارو مورد آزمایش قرار می‌گیرد، هم بیماران و هم پزشکان شرکت‌کننده در آزمایش از دوز مصرفی بی‌اطلاع هستند. این باعث خواهد شد شانس هرگونه تأثیر تلقینی یا فریب هوشیارانه از بین برود. آزمایش کور ابزار بسیار مهم و کاربردی در شاخه‌های مختلف علوم از جمله علم پزشکی، روانشناسی، عصب شناسی و بیولوژی ، علوم کاربردی و بازاریابی است. به کارگیری روش علمی آزمایش کور در برخی رشته‌ها مانند آزمون دارو ضروری است.

## تاریخچه
آکادمی علوم فرانسه اولین آزمایش کور را در سال ۱۷۸۴ به انجام رسانده‌ است.

## انواع

### آزمایش یک‌سوکور
در مطالعهٔ یک‌سوکور، اطلاعاتی که می‌تواند باعث منحرف شدن نتیجه آزمایش شود از دید شرکت‌کننده مخفی می‌ماند ولی مسئول انجام آزمایش از آن‌ها مطلع است. مثال کلاسیک این آزمایش چالش پپسی است. در این آزمایش که کمپانی نوشابه‌سازی پپسی آن را برگزار می‌کند، دو لیوان نوشیدنی که یکی حاوی کوکاکولا و دیگری حاوی پپسی است در اختیار شرکت‌کنندگان قرار می‌گیرد. مسئول بازاریابی پپسی از شرکت‌کنندگان می‌خواهد پس از نوشیدن، از بین دو لیوان نوشیدنی روی میز آن را که به لحاظ طعم و مزه بیشتر می‌پسندند انتخاب کنند. شرکت‌کنندگان فقط پس از اتمام آزمایش از محتوی لیوانها مطلع می‌شوند. (کدام پپسی و کدام کوکاکولا بوده‌است). 
نقطه ضعف آزمایشی که به شکل یک‌طرفه انجام شود این است که چون مسئول برگزاری از محتوی آزمایش مطلع است ممکن است به صورت خواسته یا ناخواسته شرکت‌کنندگان را به سمت خاصی سوق بدهد. مخصوصاً اگر منافع مالی در بین باشد.

### آزمایش دوسوکور
مطالعات دوسوکور معمولاً در مورد انسانها به انجام می‌رسند، عواملی که می‌تواند باعث منحرف شدن نتیجه آزمایش شوند هم از دید شرکت‌کننده و هم از دید مسئول (یا مسئولان) انجام آزمایش مخفی می‌مانند. در بیشتر موارد آزمایش کور دوطرف به منظور دستیابی استاندارد بالاتر علمی انجام می‌شوند.

### آزمایش سه‌سوکور
در مطالعات سه‌سوکور، پژوهشگر، مطالعه‌شونده و تحلیلگر آماری هیچکدام نمی‌دانند در کدام بازوی مطالعه قرار دارند.

## کاربرد
داروسازی
انجام آزمایش‌های به صورت کور در علم داروسازی معمولاً کار ساده‌ای است. این کار با یه شکل درآوردن داروهای اصلی و فرعی (از لحاظ شکل و رنگ و مزه ) مورد آزمایش حاصل می‌شوند. بیماران به صورت اتفاقی در گروههای مورد آزمایش قرار می‌گیرند. این کار توسط مسئولانی انجام می‌شوند که خود ِ آن‌ها نیز با الگوریتم اتفاقی انتخاب شده‌اند. تا پایان آزمایش هیچکدام از بیماران یا مسئولین آزمایش از اینکه کدام بیمار چه دارویی دریافت می‌کند، مطلع نیستند.
فیزیک
در فیزیک کوانتوم و فیزیک ذرات غالباً یک تیم از آنالیزورها مشغول استخراج داده‌های خاص از یک مجموعه داده هستند. آنالیزورها بطور خاص می‌خواهند خطاهای سیستمی را به‌طور دقیق تخمین گزارش کنند: این فرایند بسیار مشکل یا حتی غیرممکن خواهد بود اگر شخص آزمایش‌کننده به جهت خاصی تمایل داشته باشد. به منظور حفظ بیطرفی از روش آزمایش کور استفاده می‌شود که در آن نتایج آزمایش از دید آنالیزورها پنهان می‌ماند تا وقتی که بر سر روشهای آنالیز توافق شود.